# Bezgovica, Šmarje pri Jelšah
Bezgovica je naselje v Občini Šmarje pri Jelšah.